# Gutshaus Sperenberg

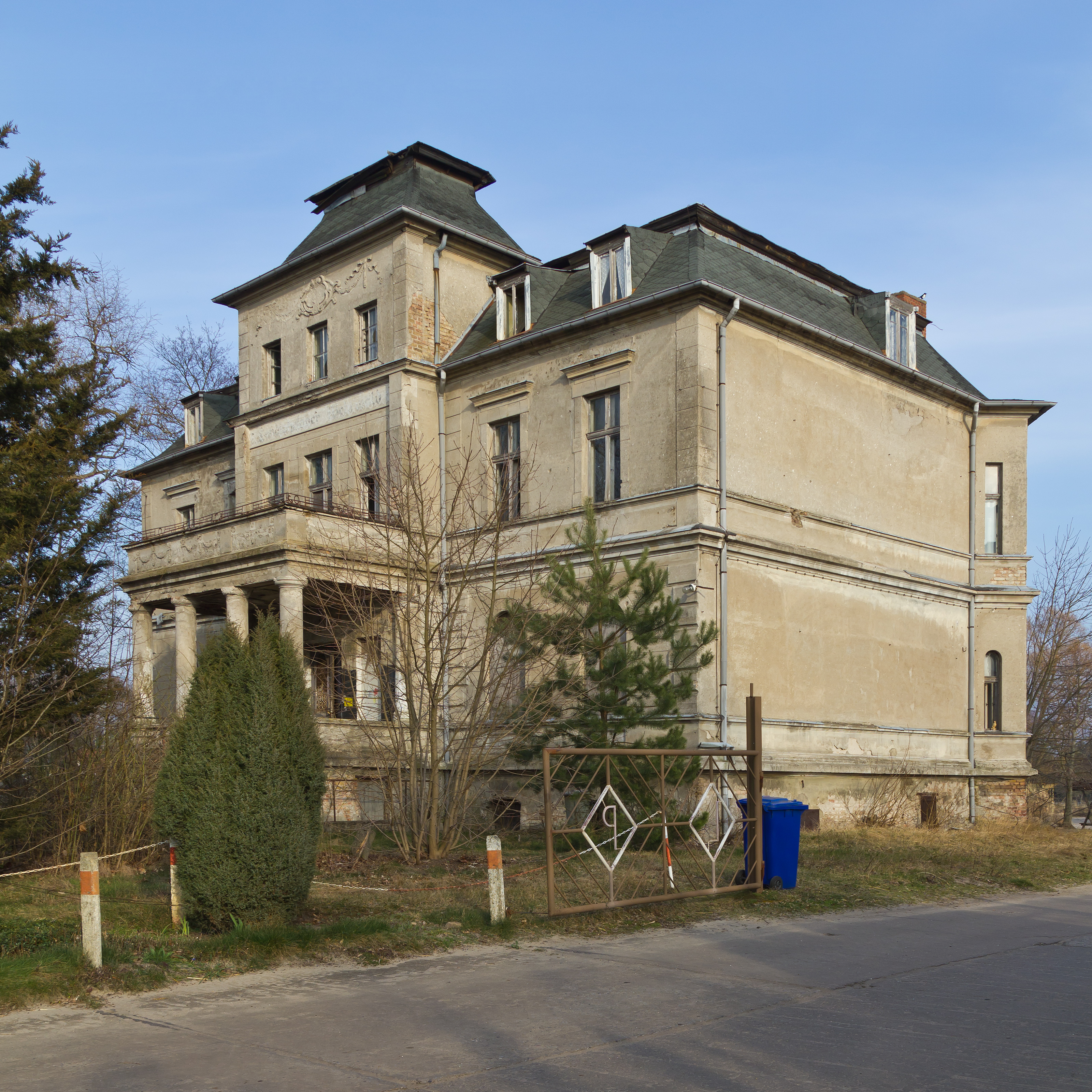
Gutshaus Sperenberg

Das Gutshaus Sperenberg ist ein denkmalgeschütztes Herrenhaus in Sperenberg, einem Ortsteil der Gemeinde Am Mellensee im Landkreis Teltow-Fläming im Land Brandenburg.

## Lage
Die Landstraße 70 führt von Norden kommend in südlicher Richtung durch den Ort. Von ihr zweigt die Kreisstraße 7226 als Neuendorfer Straße nach Osten ab. Das Gutshaus steht südöstlich dieser Kreuzung und damit am südlichen Ortsausgang auf einem Grundstück, das teilweise mit einer Mauer eingefriedet ist.

## Geschichte
In Sperenberg gab es im Vergleich zu anderen Ortschaften nie ein mittelalterliches Rittergut. Im Jahr 1907 verlegte Carl Richter, königlicher Kommissionsrat, seinen Wohnsitz nach Sperenberg. Er war von der Reichs-Militär-Fiskus Grund und Boden beauftragt, Flächen für einen geplanten Truppenübungsplatz in Wünsdorf und Umgebung zu erwerben. Im Jahr 1910 verkaufte er zahlreiche Flächen an den Reichs-Militär-Fiskus und ließ von dem erzielten Gewinn im Jahr 1914 ein Gutshaus, ein Inspektorenhaus, Wirtschaftsgebäude und Stallungen auf einem 89 Hektar großen Gut errichten. Im Jahr 1927 verkaufte er es an die Konsumgenossenschaft Berlin und Umgebung, die das Bauwerk als Kindererholungsheim sowie die übrigen Flächen landwirtschaftlich nutzte.
In der Zeit des Nationalsozialismus unterstand das Konsumgut ab 1935 dem Fiskus und kam von 1938 bis 1952 in den Besitz von Siegfried Glimm, der, so Hiltrud und Carsten Preuß, ein Mitglied der NSDAP gewesen sein soll. Anschließend gelangte das Gut in den Besitz des Verbandes der Berliner Konsumgenossenschaft Groß-Berlin, die es 1957 der DDR als „nicht betriebsnotwendig“ übertrug. Die Gebäude wurden anschließend von einem VEG, später von der LPG Clara Zetkin als Kinderheim und Schulküche genutzt.
Nach der Wende wurde die LPG in die Agrargesellschaft mbH Sperenberg umgewandelt und das Gut Mitte 1997 in die Konsumgenossenschaft übertragen. Die Agrargesellschaft erwarb die landwirtschaftlichen Flächen, während das Gutshaus im 21. Jahrhundert nach wie vor der Konsumgenossenschaft gehört.

## Baubeschreibung

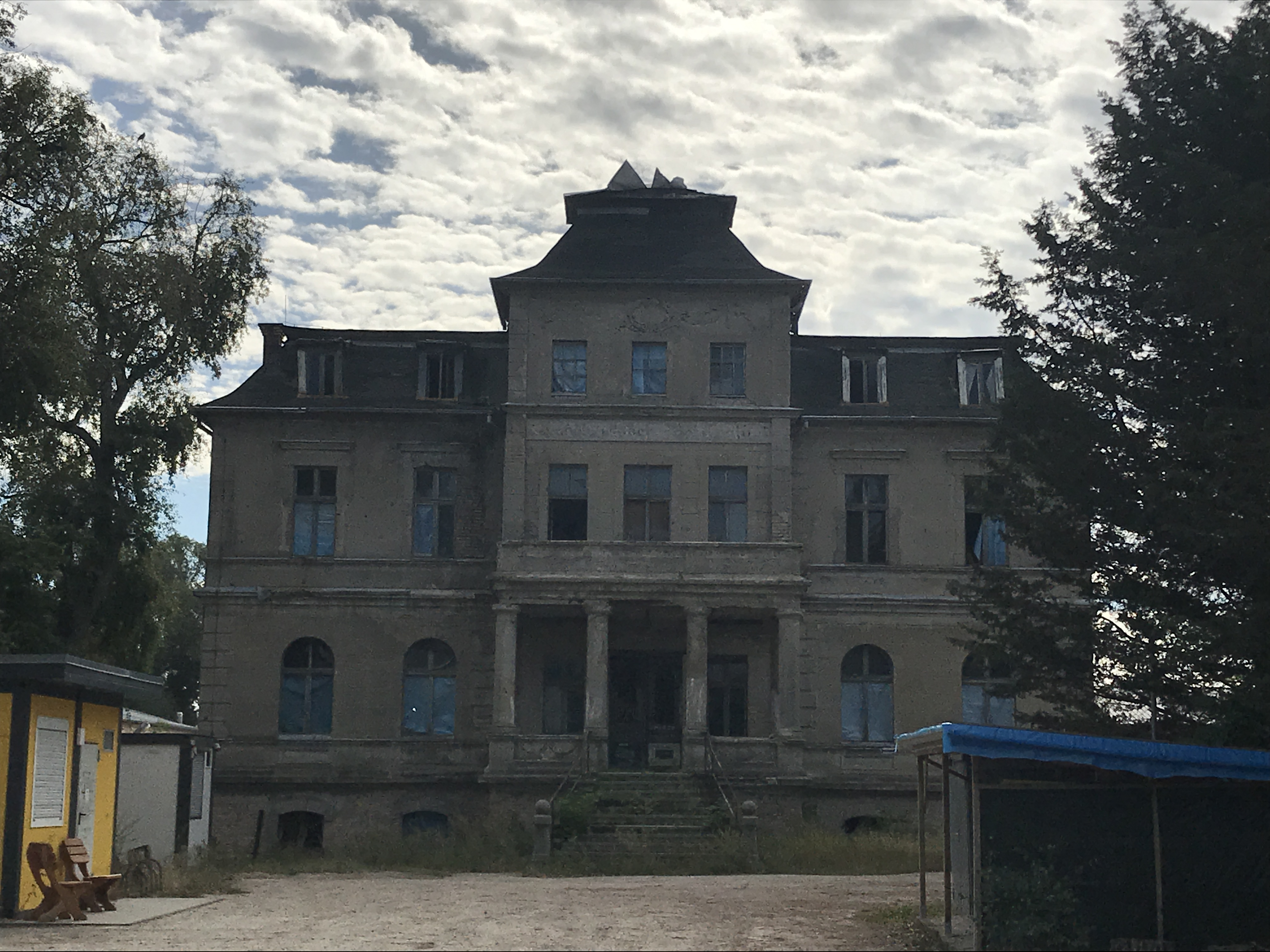
Hauptfassade

Das Bauwerk ist ein zweigeschossiger, siebenachsiger Putzbau, der einen fast l-förmigen Grundriss aufweist und auf einem hohen Sockelgeschoss errichtet wurde. Zur Gartenseite tritt ein dreiachsiger Mittelrisalit hervor. Dort ist weiterhin ein Vorbau, der auf vier Säulen einen Balkon trägt, dessen Brüstungsfelder mit Blumengirlanden aus Stuck geschmückt sind. Unterhalb führt eine Freitreppe in den Garten. Der Hauptzugang erfolgt jedoch durch eine Veranda zwischen dem Seitenflügel und dem Hauptbau. Von der Hofseite zur Schmalseite ist ein Eckerker, in dem zu einem früheren Zeitpunkt das Kontor eingerichtet war, um den Betrieb zu überwachen. Die Fenster im Erdgeschoss wurden rundbogenförmig, die im oberen Geschoss hochrechteckig ausgeführt und teilweise mit Putz verziert. Gleiches gilt für ein breites Gesims, das die beiden Stockwerke voneinander trennt. Die Ecken des Bauwerks werden durch einen Quaderputz betont. Das Bauwerk trägt ein Mansarddach.